# محمد النابلي
محمد النابلي، هو سياسي تونسي.

## السيرة الذاتية
عين في 23 يناير 2001 في منصب وزير البيئة والتنمية المستديمة في حكومة محمد الغنوشي الأولى، وبقي على رأس الوزارة حتى 5 سبتمبر 2002.

في 2009، عين رئيسا للهيئة رفيعة المستوى للعلوم والتكنولوجيا التي بعثت من قبل الرئيس زين العابدين بن علي والتي تهدف إلى تعزيز الأنشطة ذات التكنولوجيا العالية والدقيقة.